# Herpestes
Herpestes är ett släkte i rovdjursfamiljen manguster med 10 arter. Som enda släkte i familjen inkluderar djurgruppen arter som förekommer i södra och sydöstra Asien samt i Sydeuropa.

## Kännetecken
Djur i släktet har en smal och långsträckt kropp med korta extremiteter. Beroende på art kan pälsen vara kort och mjuk eller lång och styv. Pälsens färg varierar från gulaktig över grågrön till brunaktig. Hos några släktmedlemmar har de mörkare håren på ovansidan korta vita eller ljusbruna avsnitt vad som syns som ljusa prickar. Sidorna och buken är oftast ljusare och ibland vit. Svansen är jämförelsevis lång, vid varje fot finns fem tår och de bakre tassarna saknar hår. Fingrarna vid handen är utrustade med skarpa böjda klor. Alla medlemmar i släktet Herpestes har doftkörtlar vid sin anus. Antalet spenar hos honor är 4 eller 6. Kroppslängden (huvud och bål) ligger mellan 25 och 65 centimeter, svanslängden mellan 20 och 51 centimeter och vikten mellan 0,5 och 4 kilogram.

## Utbredning och habitat
Släktets naturliga utbredningsområde omfattar nästan hela Afrika, med undantag av Madagaskar, den arabiska halvön och stora delar av södra och sydöstra Asien. Faraokatten lever även på den iberiska halvön men det är oklart om djuret blev införd av människan. Indisk mungo och Herpestes javanicus infördes i flera regioner på jorden för att bekämpa skadedjur. Introducerade medlemmar av släktet hittas bland annat i Västindien, på Madagaskar, Mauritius, Réunion och flera öar i Oceanien.
Arterna i släktet lever i olika habitat, däribland skogar och grässlätter men även i torra ökenområden.

## Levnadssätt
Dessa djur vistas huvudsakligen på marken men några arter har bra förmåga att klättra. Flera arter är aktiva på dagen men det finns undantag. Som viloplatser använder de håligheter i träd, bergssprickor och bon under jorden. Många arter lever i par eller familjegrupper men ensam levande exemplar förekommer likaså.
Födan utgörs bland annat av insekter, kräftdjur, fiskar, groddjur, fåglar och mindre däggdjur. Dessutom äter de i mindre skala frukter. En del arter är känt för att de kan jaga giftiga ormar. De väja alla angrep från ormen tills kräldjuret är trött och sedan dödar mungon ormen. Dessa manguster är däremot inte motståndskraftig mot ormens gift.
Under bra förhållande kan honor para sig två eller tre gånger per år. Efter dräktigheten som varar mellan 42 och 84 dagar (beroende på art) föder honan en till fem ungar. Efter några veckor sluter honan att ge di och efter ungefär ett år är ungarna könsmogna.

## Arter
Arterna är:
- faraokatt (Herpestes ichneumon)
- indisk mungo (Herpestes edwardsii)
- Herpestes auropunctatus, hittas i Irak, samt från östra Iran till västra Burma, var före 2000-talet en underart till Herpestes javanicus.[3]
- javanesisk mungo (Herpestes javanicus)
- rödbrun mangust (Herpestes smithii), liknar indisk mungo men blir lite större. Pälsen är mörkbrun eller lite rödaktig. Arten förekommer i Indien och på Sri Lanka. Den vistas mer än andra arter av släktet i skogar.
- strimhalsmangust (Herpestes vitticollis), är den största asiatiska arten i släktet och lever i södra Indien och på Sri Lanka. Pälsens färg varierar mellan rödbrun och gråbrun. Kännetecknande är en svart strimma på bägge sidor av nacken. Arten är aktiv på dagen och vistas ofta i närheten av vattendrag.
- krabbmangust (Herpestes urva), förekommer från norra Indien till Malackahalvön. Pälsen är gråaktig med vita strimmor från munnen till nacken. Djuret är anpassat till ett liv vid och i vatten samt nattaktiv.
- Herpestes semitorquatus, finns på Sumatra och Borneo. Det är nästan ingenting känt om arten.
- Herpestes brachyurus, lever på Malackahalvön, Sumatra, Borneo och Palawan. Pälsen är gråaktig och den jämförelsevis korta svansen är tjock.
- brun mungo eller mörkbrun mangust (Herpestes fuscus), liknar den förut nämnda arten och räknas ibland bara som underart. Den förekommer i sydvästra Indien och på Sri Lanka.
- långnosad mangust (Herpestes naso), skiljer sig från alla andra arter i släktet genom en långdragen nos. Djuret lever i Afrika från Nigeria till Kongo-Kinshasa.

Ibland infogas vesslemangusterna (Galerella) som undersläkte i Herpestes.